# Antonius Triest

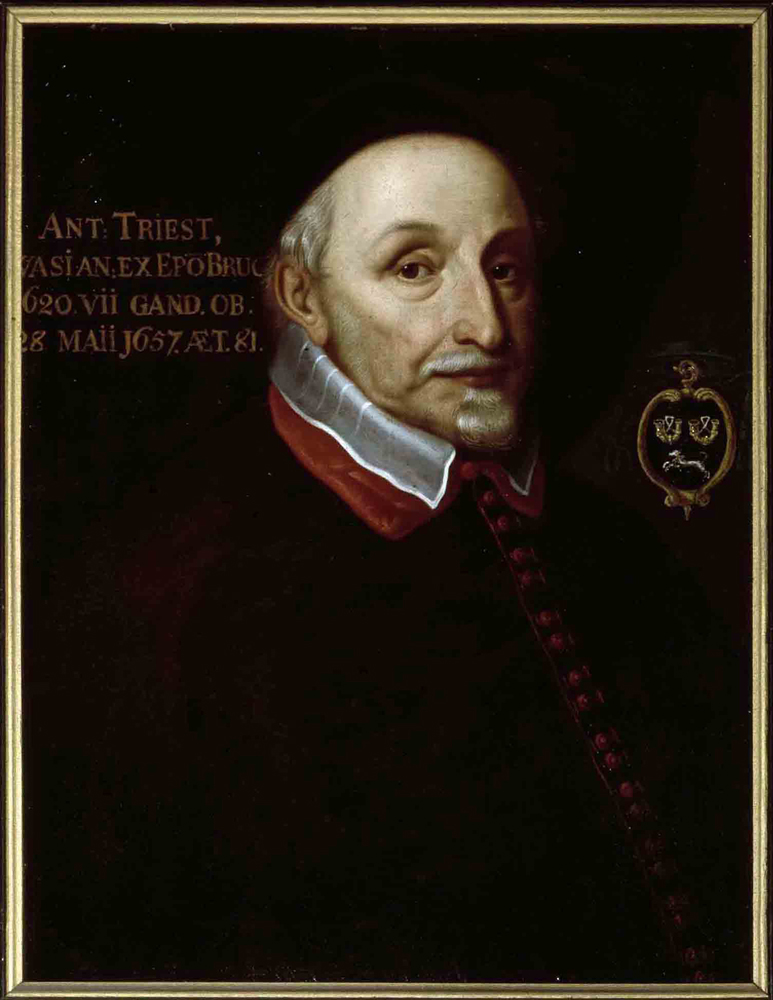
Antonius Triest

Antonius Triest, auch Anthonius Triest, niederländisch Antoon Triest, französisch Antoine Triest (* 1576 in Beveren; † 28. Mai 1657 in Gent) war ein flämischer römisch-katholischer Geistlicher, Bischof von Brügge und Bischof von Gent.

## Leben
Er war der Sohn des flämischen Adeligen Philipp Triest, Baron von Auweghem, und dessen Ehefrau Marie van Royen. Sein Geburtshaus war Schloss Cortewalle, der Landsitz der Familie. Nach ersten Studien in Gent studierte er an der Universität Löwen, wo er den akademischen Grad eines Lizentiaten in beiderlei Rechten, dem weltlichen und dem kanonischen Recht erlangte. Antonius Triest gewann die Aufmerksamkeit der Statthalter der Niederlande Erzherzog Albrecht und dessen Gemahlin Isabella, sie ernannten den jungen Geistlichen zum Hofkaplan und verschafften ihm eine Pfründe an der Stiftskirche St. Peter und Guido in Anderlecht. 1596 ging er nach Rom, um dort seine Studien fortzusetzen. Er kehrte 1599 zurück und wurde Archidiakon, 1610 Dekan des Kapitels der St.-Donatus-Kathedrale in Brügge. Am 28. Mai 1611 empfing er die Priesterweihe.
Die Statthalter der Niederlande schlugen Antonius Triest am 10. August 1616 für den Bischofssitz von Brügge vor. Papst Paul V. bestätigte dies im Konsistorium vom 3. April 1617. Die Bischofsweihe spendete ihm am 9. Juli desselben Jahres der Erzbischof von Mechelen Matthias Van den Hove; Mitkonsekratoren waren Antoine de Hennin, Bischof von Ypern, und Jacobus Boonen, Bischof von Gent. Am 25. Oktober 1621 wurde er zum Bischof von Gent ernannt, was er bis zu seinem Tode blieb.

## Wirken und Kontroversen
Als Mäzen unterstützte Antonius Triest Rubens, Van Dyck, Abraham Teniers und andere flämische Künstler. Rubens malte in seinem Auftrag die Bekehrung des Heiligen Paulus und den Kindermord in Bethlehem.
Durch seinen betont frommen Lebenswandel und seine Freundschaft mit dem inzwischen zum Erzbischof von Mechelen avancierten Jacobus Boonen geriet Antonius Triest in den Ruf, dem Jansenismus nahezustehen. Nachdem die Schrift Augustinus, sive doctrina Sti. Augustini de humanae naturae sanitate, aegritudine, medicina adversus pelagianos et massilienses des kurz zuvor verstorbenen Bischofs von Ypern Cornelius Jansen am 6. März 1642 von Papst Urban VIII. durch die Bulle In eminenti verurteilt worden waren, forderte dessen Nachfolger Innozenz X. am 20. Februar 1645 die Bischöfe der Spanischen Niederlande auf, diese Bulle zu veröffentlichen. Der Erzbischof von Mechelen, Jacobus Boonen, und die Bischöfe von Gent, Antonius Triest, von Brügge, Nicolas de Haudion sowie von Ypern, Josse Bouckaert, taten dies jedoch nicht.
Im Mai 1646 baten die drei Suffraganbischöfe ihren Metropoliten, beim König und beim Papst auf eine Rücknahme der Bulle hinzuwirken. Boonen wandte sich daraufhin Ende 1648 an den König von Spanien. Josse Bouckaert starb am 1. November 1646 und Nicolas de Haudion am 24. September 1649. Der Bevollmächtigte des Königs, Leopold Guillaume, forderte mit Schreiben vom 28. Februar 1650 Boonen auf, die Bulle In eminenti zu veröffentlichen, worauf dieser mit seinem Schreiben Notum facimus vom 29. März 1651 und Triest mit seinem Brief Noveritis vom 26. März 1651 Einwände erhoben. Beide Schriftstücke wurden umgehend von der Römischen Inquisition verboten und am 23. April bzw. 11. Mai 1651 auf den Index gesetzt.
Am 15. November 1651 beorderte Innozenz X. Boonen und Triest unter Androhung des Interdikts und der Suspension vom Bischofsamt nach Rom, wo sie sich binnen sechs Monaten einzufinden hatten, um sich zu verantworten. Beide Prälaten trugen vor, dass sie nicht allein aufgrund ihres fortgeschrittenen Alters und ihrer angegriffenen Gesundheit, sondern auch wegen der staatlichen Gesetzgebung, die es verbot, vor einem ausländischen Gericht zu erscheinen, nicht nach Rom reisen konnten. Innozenz X. verhängte schließlich am 9. Dezember 1652 das Interdikt über das Erzbistum Mechelen und das Bistum Gent und suspendierte Boonen und Triest. Der Erzbischof zog sich daraufhin auf das Schloss des Grafen von Ursel in Hingene zurück. Antonius Triest, der sich im Mai 1653, als ihn die päpstliche Sentenz erreichte, auf einer Firmreise im Dekanat Waes befand, begab sich umgehend zum Erzbischof, und beide erklärten ihre aufrichtige Reue und baten um Vergebung, die ihnen im September 1653 gewährt wurde.
Einige Tage vor seinem Tod, am 20. Mai 1657, errichtete Antonius Triest sein Testament. Darin hinterließ er den Unbeschuhten Karmeliten seine umfangreiche Bibliothek. Ein Drittel seines Vermögens hinterließ er den Armen von Gent. Aus den Erträgnissen dieser Stiftung wurden bis zur Französischen Revolution jeder Pfarrei dreißig Brote jährlich und monatlich Schuhe für die Bedürftigen ausgegeben.